# Indio (film)
Pour plus de détails, voir Fiche technique et Distribution.
Indio est un film italien réalisé par Antonio Margheriti, sorti en 1989.

## Synopsis
Dans les années 1980, le gouvernement brésilien, en collaboration avec les forces spéciales américaines, a entreprit d'exploiter les terres et les réserves amazoniennes, réduisant en esclavage et tuant toute forme de résistance. Pour venir en aide aux victimes locales, un jeune soldat décoré du corps des Marines américain, Daniel Morrel, surnommé « Indio », né en Amazonie, va leur opposer une résistance féroce. 

## Fiche technique
- Titre : Indio
- Réalisation : Antonio Margheriti
- Scénario : Franco Bucceri et Filiberto Bandini
- Photographie : Sergio D'Offizi
- Musique : Pino Donaggio
- Pays d'origine : Italie
- Genre : action
- Date de sortie : 1989

## Distribution
- Marvelous Marvin Hagler : Jake
- Francesco Quinn : Daniel Morell
- Brian Dennehy : Whitaker
- Chuck Hicks : Willis (non crédité)